# مايا يانسن
مايا يانسن (بالإنجليزية: Maya Jansen)‏ (27 مايو 1994 - ) هي لاعب كرة مضرب ولاعبة كرة طائرة الولايات المتحدة.

## وصلات خارجية
- مايا يانسن على موقع رابطة محترفات التنس (الإنجليزية)
- مايا يانسن على موقع الاتحاد الدولي لكرة المضرب (الإنجليزية)
- مايا يانسن على موقع إي إس بي إن.كوم (الإنجليزية)